# Arrakis
Arrakis (z języka arabskiego: الراقص, ar-rāqiṣ – "tancerz") – nieformalnie Diuna, później także Rakis – fikcyjna pustynna planeta w uniwersum Diuny stworzonym przez Franka Herberta, trzeci glob układu planetarnego gwiazdy Kanopus. Planetę zamieszkują Fremeni, lud doskonałych wojowników przybyłych w czasach Dżihadu Butleriańskiego. Dzięki występującym na planecie czerwiom pustyni jest to jedyne znane źródło tzw. melanżu – najcenniejszej substancji w fikcyjnym Wszechświecie Diuny. W późniejszym okresie jest to także stolica rządzonego przez Atrydów Imperium.
Fikcyjna planeta posiada dwa księżyce: Krelln, pierwszy księżyc (większy, z charakterystycznym wizerunkiem ludzkiej pięści w rzeźbie powierzchni) oraz Arvon, drugi księżyc (mniejszy, z wizerunkiem skoczka pustynnego).
Arrakis jest też tradycyjną nazwą rzeczywistej gwiazdy mi Draconis nadaną przez arabskich astronomów. Na cześć tej fikcyjnej planety jedna z równin na Tytanie została nazwana Arrakis. Oprócz tego planeta jest miejscem akcji kilku filmów i gier komputerowych.

## Historia
Akcja Diuny rozpoczyna się w momencie przekazania planety w lenno Atrydom przez Padyszacha Imperatora Shaddama IV, po 80 letnim panowaniu Harkonnenów. Okazuje się to jednak pułapką – Atrydzi zostają zaskoczeni przez Harkonnenów (wspomaganych przez imperialnych Sardaukarów) i wybici. Uciec na pustynię udaje się jednak Paulowi Atrydzie, który poznaje i zjednuje sobie Fremenów – żyjących na pustyni doskonałych wojowników. W momencie przybycia na planetę Imperatora Paul (z pomocą nowych sojuszników) przypuszcza na niego atak, w wyniku którego przejmuje władzę i sam zostaje Imperatorem, władcą Wszechświata. W tym okresie Diuna jest pustynnym pustkowiem, królestwem czerwi pustyni i melanżu.
Później, w Mesjaszu Diuny i Dzieciach Diuny, autor opowiada o formowaniu się Imperium Atrydów i ich panowaniu na Diunie (nowej stolicy cesarstwa), gdzie rozpoczęta została transformacja ekologiczna. Jej rezultatem jest zielona planeta, spełnienie marzeń Fremenów. W tym okresie Leto II Atryda łączy swoje ciało z trociami przyprawowymi, stając się pół człowiekiem, pół czerwiem, który panuje w Imperium przez ponad trzy i pół tysiąca lat jako Bóg Imperator, o czym opowiada książka Bóg Imperator Diuny. Wraz z jego śmiercią na Arrakis powracają czerwie.
W Heretykach Diuny, około 5 tysięcy lat po wydarzeniach opisanych w Diunie planeta odzyskuje, w wyniku powrotu czerwi, swój pustynny charakter. Po Czasach Głodu i Rozproszenia do dawnego Imperium przybywają Dostojne Matrony. Próbując zabić ostatniego gholę Duncana Idaho, używają unicestwiaczy do zniszczenia powierzchni Rakis. W rezultacie niszczą całe życie na planecie.

## Geografia
Większość powierzchni planety zajmował Wielki Blech – otwarta, płaska pustynia ciągnąca się od 60° N do 70° S, a dzięki niewielkim różnicom wysokości na całej swojej powierzchni stanowiła podstawę określania wysokości na globie. Południk 0° przechodził przez górę Obserwatorium – najwyższe wzniesienie na planecie o wysokości 8110 metrów.
Na północnej półkuli istniało ogromne wypiętrzenie skalne – Mur Zaporowy, którego wysokość dochodziła do 4600 m, ciągnący się od 60° E aż do około 70° W, gdzie przechodził on w tzw. płaskowyż strasowy. Na północ od niego znajdował się tzw. Erg Mniejszy, zamykany od wschodu przez Nibymur Wschodni, a od południa przez Nibymur Południowy. Od 90° W do 130° W ciągnął się Nibymur Zachodni.
Większość ludności planety skupiała się na dwóch mniejszych pustyniach zwanych Basenem Imperialnym oraz Basenem Hagga, obydwa mające kształt klina, którego grot skierowany był ku biegunowi północnemu. Były one otoczone przez Mur Zaporowy, który w znaczący sposób chronił mieszkańców przed zagrożeniami otwartej pustyni. Znajdowało się tam Arrakin – miasto stołeczne planety za czasów Atrydów – umiejscowione w najbardziej wysuniętej na południe dolinie Basenu Imperialnego, niedaleko Wieńcomuru Zachodniego – wąskiego i wysokiego wypiętrzenia skalnego (dochodzącego do 6240 metrów nad poziom blechu). Około dwieście kilometrów na północny wschód od Arrakin znajdowało się miasto Kartagin, stolica planety za czasów Harkonnenów.
W czasach Boga Imperatora geografia Arrakis uległa zmianie. Aby wyrównać powierzchnię planety oraz pozyskać surowce do budowy osad, miast (na przykład Onn), a głównie Cytadeli Leto II, rozebrano większość Muru zaporowego. Wydrążono także koryta nowych rzek: na przykład rzeka Idaho miała sztuczny bieg, wyznaczony przez ixańskie maszyny.

## Klimat i ekologia
Klimat oraz ekologia Arrakis zmieniały się wraz z rozwojem fabuły książek. Planeta od niepamiętnych czasów była pustynnym pustkowiem, lecz w czasach Paula Atrydy rozpoczęto transformację ekologiczną, która w ciągu kilkunastu wieków zmieniła oblicze globu, czyniąc go zieloną planetą, z otwartymi zbiornikami wodnymi. Skutkiem tego było wyginięcie czerwi, które jako gatunek przetrwały tylko jako ciało Boga Imperatora. Po jego śmierci proces transformacji odwraca się, a planeta odzyskuje swój pustynny charakter. Ostatecznie wszelkie życie ginie wraz z nadejściem Dostojnych Matron, które unicestwiaczami – potężną bronią pochodzącą z Rozproszenia – wypalają powierzchnię planety.

### Przed transformacją
Przed transformacją ekologiczną większość powierzchni planety zajmowały ciągnące się na tysiące kilometrów równiny piasku, będące królestwem czerwi pustyni. Na powierzchni występowały ogromne huragany, tzw. Kurzawy Coriolisa, podczas których prędkość wiatru dochodziła do 700 km/h (tak duże prędkości wynikały z łączenia się impetu kilku huraganów na rozległych równinach, dodatkowo wzmacnianych siłą Coriolisa), które miały wielką siłę niszczącą.
Wśród wypiętrzeń skalnych na północnej części globu, oprócz ludzi, mieszkały także nieliczne gatunki zwierząt (drobne gryzonie, ptactwo). W niektórych miejscach, szczególnie wokół biegunów, rosły przystosowane do klimatu planety rośliny.
Pardot Kynes w swoich badaniach nad planetą znalazł dowody na to, że w przeszłości na Arrakis występowała woda powierzchniowa (na podstawie m.in. odnalezionej na pustyni panwi solnej – zagłębienia wypełnionego solą). Według niego na globie pojawiły się organizmy wchłaniające wodę – piaskopływaki, a gdy cała woda na planecie została przez nie opanowana, zaczęły ewoluować, dając początek czerwiom pustyni.

#### Ekosystem
Główną rolę w ekosystemie Diuny stanowiły czerwie pustyni, a dokładniej, różne stadia rozwoju tego zwierzęcia. Cały cykl ich rozwoju można przedstawić za pomocą prostego schematu:
Plankton piaskowy → Piaskopływaki → Maleńki stworzyciel → Dorosły czerw
Wszystkie te stworzenia należą do tego samego gatunku (można jedynie przypuszczać, że plankton piaskowy zawiera też inne mikroorganizmy).
Proces życiowy zaczyna się wraz z pojawieniem się planktonu piaskowego żywiącego się melanżem na powierzchni. Stworzenia są pierwszym etapem rozwoju czerwia pustyni, których zadaniem jest urośnięcie do odpowiednich rozmiarów i zagrzebanie się w piasku, by dać początek troci przyprawowej, czyli piaskopływakom. To te stworzenia są rozwiązaniem tajemnicy wody na planecie – dążą one do wchłonięcia całej dostępnej w otoczeniu wody (dokładnie przeciwnie niż dorosłe osobniki, dla których woda jest trucizną). Kiedy cała wilgoć z otoczenia zostanie wyssana przez piaskopływaki, tworzą one charakterystyczną masę preprzyprawową, w której gromadzą się wybuchowe gazy. Pod ich wpływem masa preprzyprawowa wybucha, wyrzucając miliony martwych troci przyprawowych na powierzchnię i tworząc substancję, która pod wpływem arrakańskiego słońca zamienia się w melanż. Wybuch przeżywa niewielka liczba piaskopływaków, które na 6 dni przechodzą w stan hibernacji, po czym budzą się jako maleńkie stworzyciele (czerwie mające około trzech metrów długości). Niektóre z nich unikają swoich większych braci (gdyż czerwie żywiły się także mniejszymi okazami) czy wybuchów przyprawowych i na przestrzeni lat wkraczają w stan dorosłości. Stworzenia te w swoim cyklu życiowym wytwarzają porównywalną do roślin ilość tlenu, a produktem ich procesów życiowych jest wszechobecny na planecie piasek. Gdy czerw umierał, jego ciało zamieniało się w nowe trocie przyprawowe kontynuujące gatunek.

#### Temperatura i skład atmosfery
Skład atmosfery to 75,4% azotu, 23% tlenu, 0,23% dwutlenku węgla. Resztę stanowiły śladowe ilości innych gazów oraz para wodna. Wilgotność powietrza, choć marginalna, podczas pewnych wiatrów i na średnich wysokościach wzrastała (to zainspirowało Kynesa do rozpoczęcia badań nad obecnością troci przyprawowej). Dzięki tej wilgoci możliwe było odzyskiwanie wody z powietrza przez oddzielacze wiatru.
Temperatura na planecie była zmienna w zależności od szerokości geograficznej. Można było jednak wyróżnić pas zamknięty równoleżnikami siedemdziesiątego stopnia szerokości północnej i południowej, w którym od tysięcy lat temperatury nie przekraczały zakresu -19 °C – 59 °C i w którym występowały długie pory roku, podczas których temperatura wahała się od -9 °C do 29 °C.
Książka wspomina także o temperaturze powierzchni:
| Ośrodek                | Temperatura   |
| ---------------------- | ------------- |
| Powierzchnia piasku    | 71 °C – 77 °C |
| 30 cm pod powierzchnią | 16 °C – 22 °C |

### Transformacja ekologiczna
Wraz z przybyciem na planetę Imperialnego planetologa, Pardota Kynesa, marzenie mieszkańców o otwartych zbiornikach wodnych zaczęło nabierać realnych kształtów. Zdobył on zaufanie tubylców (m.in. zabijając harkonneńskich najeźdźców) a następnie przedstawił swój plan w jednej z największych siczy, Wrotach Wiatru. Tam przekonał Fremenów do realizacji planu ekologicznej transformacji, mającej zmienić oblicze planety.
Najpierw powstały podziemne baseny i tajne oddzielacze wiatru. Od razu do basenów zaczęła spływać woda, a ”dla Fremenów stało się jasne, że Kynes nie jest zupełnym szaleńcem, a jedynie człowiekiem szalonym na tyle, by zostać świętym”. Łapówką w przyprawie przekupiono Gildię Kosmiczną, aby nie dopuścić do wprowadzenia na orbitę satelity meteorologicznego (a Gildia dotrzymała umowy), tak aby nikt niepowołany nie zobaczył śladów działalności Fremenów na planecie.
W ukryciu przed Harkonnenami na dalekim południu globu zaczęto na odwietrznych zboczach starych wydm sadzić sucholubną trawę o czepliwych rzęskach, która miała utrwalać wydmy, pozbawiając wiatr drobin piasku unoszących się z powierzchni. Później trawę tę zaczęto sadzić także po drugiej stronie zboczy, w ten sposób stworzono sify (długie wydmy o wijącej się linii grzbietu) wysokie na ponad 1500 metrów, stanowiące swoistą zaporę dla niszczących wiatrów. Później przyszła kolej na odporniejsze rośliny, zakotwiczane już w piasku: różne odmiany efemerydów, płożący eukaliptus (odmiana sprowadzona z północnych regionów Kaladanu), karłowaty kamaryszek, łubin niski i tym podobne. Następnie zasadzono prawdziwe rośliny pustynne (na przykład: szałwia wielbłądzia, różne rodzaje kaktusów itd.), a w miejscach, gdzie te rośliny się przyjęły, wprowadzano bardziej rozbudowaną florę: bawełnę, palmy daktylowe, melony, zioła lecznicze oraz ponad 200 innych gatunków. Na planetę przybywały transporty z różnymi gatunkami zwierząt: począwszy od lisów długouchych, przez zające i skoczki pustynne aż do pająków, skorpionów, ważek czy nietoperzy.
Na granicy stworzonych przez Fremenów oaz z otwartą pustynią plankton przyprawowy ginął w zetknięciu z nowymi formami życia. W miejscach tych zbierała się trująca woda, a arrakańskie życie omijało je z daleka. Wokół sadzonek powstała jałowa strefa, której unikały nawet czerwie pustyni, pozwalając na dalszą ekspansję zielonego krajobrazu.
Od chwili obalenia Padyszacha Imperatora przez Paula Atrydę plan transformacji został wprowadzony na całej powierzchni planety. W tych czasach na Arrakis stopniowo pojawiało się coraz więcej zieleni, pustynia zaś ciągle się cofała. Zaczęto także tworzyć otaczane fosami, chroniącymi je przed czerwiami pustyni, osady w głębokiej pustyni. U schyłku życia Boga Imperatora transformacja ekologiczna planety zakończyła się: na Diunie zwanej w tamtych dniach Rakis pojawiły się oceany i morza, lasy i zielone doliny zaś ostatnią, sztucznie utrzymywaną przez nadzór pogody, pustynią został Serir, gdzie Muzealni Fremeni próbowali zachować zwyczaje przodków w nowym, zmienionym świecie.

### Powrót czerwi
W czasach Boga Imperatora Rakis była tętniącym życiem zielonym globem. Gdy Tyran zginął, utopiony w rzece po zniszczeniu mostu na którym stał, jego ciało rozpadło się na tysiące piaskopływaków, które powoli zaczęły przywracać planecie jej pierwotny pustynny krajobraz. Wkrótce pojawiły się nowe czerwie (mówiono, że każdy z nich ma cząstkę świadomości Leto II). Około dwa tysiące lat po jego śmierci, podczas najazdu Dostojnych Matron planeta została zniszczona – wypalona przez unicestwiacze. Całe życie na planecie zostało unicestwione.
W Czerwiach z Diuny Brian Herbert przekonuje jednak, że pomimo zniszczenia planety, niektóre z wielkich czerwi przetrwały exodus, zakopując się głęboko w piasku i przeczekując czyhające na powierzchni zagrożenie. W momencie, gdy Tylwyth Waff próbował uratować – jak sądził – wymarłe stworzenia, wypuszczając swoje genetycznie zmodyfikowane okazy (które wszakże, zginęły kilka minut po uwolnieniu), z głębi planety wydostały się ogromne czerwie, które na nowo zaczęły przywracać planecie jej pierwotny charakter.

## Ludność
Na Arrakis władzę sprawowały w okresie trwania fabuły powieści Diuna dwa wysokie rody. Przez ponad 80 lat byli to Harkonnenowie, później zaś Padyszach Imperator przekazał planetę w lenno Atrydom. Ta zmiana jednak nie dotknęła niższych warstw hierarchii społecznej Diuny – Niskich Rodów, czyli planetarnych zarządców i przedsiębiorców, oraz tzw. pyonów, czyli przypisanych do planety chłopów i robotników (na Diunie skupiali się na półkuli północnej, w szczególności w Basenie Imperialnym i Basenie Hagga). Oprócz tych kast społecznych na planecie mieszkali także rdzenni Fremeni oraz przemytnicy przyprawy.
Z obrazu struktury społecznej na globie często wyłania się ogólny jej kształt na większości planet w znanym Wszechświecie (jeszcze większy nacisk na tego rodzaju uniwersalizm został położony przez Leto II, w owym czasie Rakis była wzorem planet jego cesarstwa). Diuna stanowi więc pryzmat, przez który można patrzeć na inne planety. Przykładem jest Gojgoia – mała wioska, w której ghola Duncana Idaho i Siona spędzili noc. Wiadomo, że większość ludności Imperium Czerwia żyła w podobny sposób, nawet stolice planet to tylko duże wsie. W taki też sposób rozsiani na tysiącach zielonych łąk żyli mieszkańcy globu. Również specyficzny dla Arrakis system transportu ("pieszo z ciężkimi ładunkami na paletach unoszonych polami dryfowymi; w powietrzu, za pośrednictwem ornitopterów; i międzyplanetarnie, dzięki transportowcom Gildii") dominował na większości planet Imperium.
Po śmierci Leto II Atrydy wraz z powrotem czerwi na planetę i Czasami Głodu zaludnienie Arrakis stopniowo się zmniejszało. Kres ludzkiemu osadnictwu przyniosły powracające z Rozproszenia Dostojne Matrony.

### Fremeni

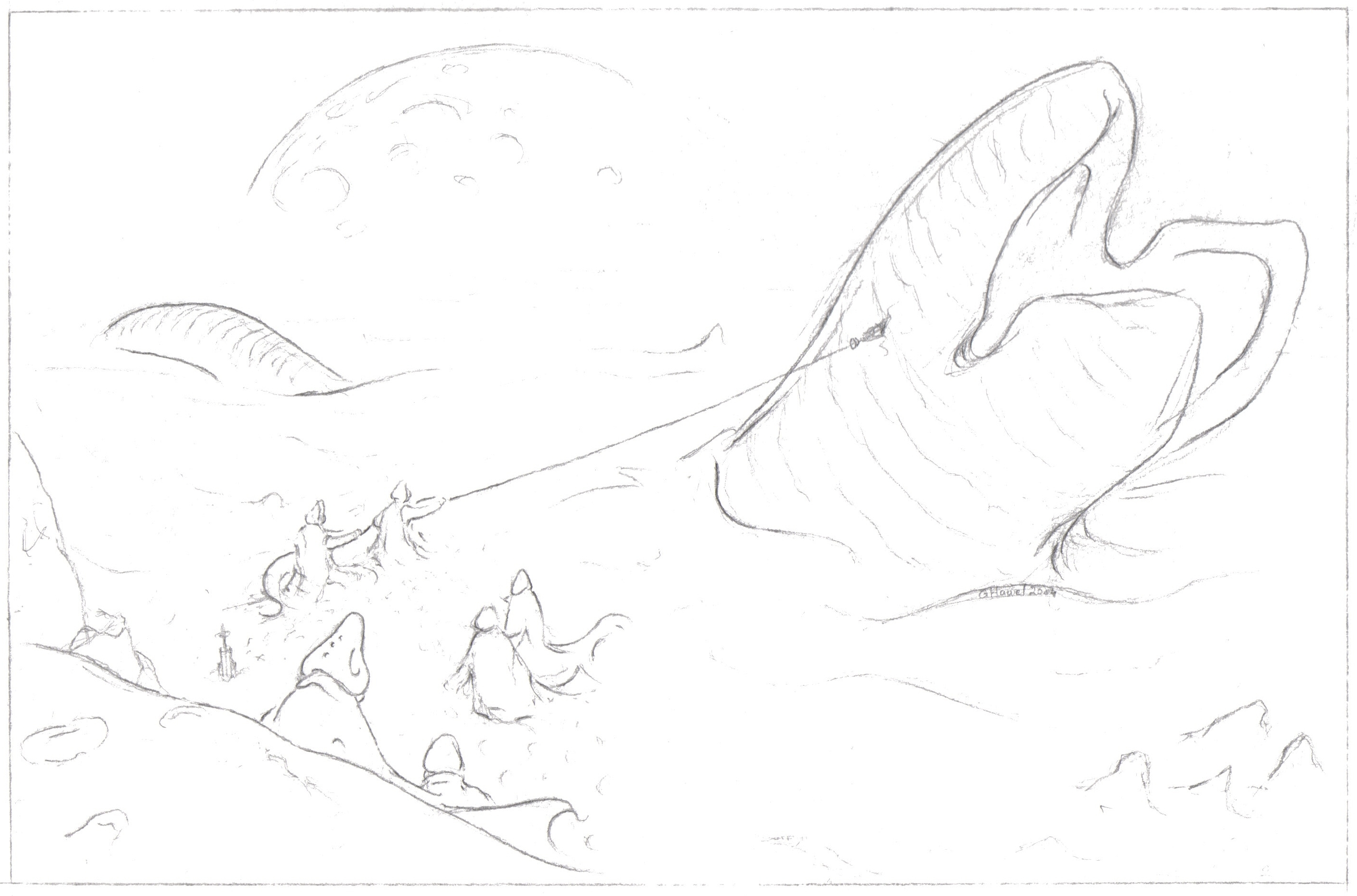
Czerw i Fremeni

Fremeni byli rdzennymi mieszkańcami Diuny, potomkami przybyłych w czasie Dżihadu Butleriańskiego niewolników z planety Poritrin. Twardzi, doskonale przystosowani do surowego klimatu planety ludzie, gromadzący się w małych, zdyscyplinowanych społecznościach – siczach – rozproszonych po całym globie. Po odpowiednim przeszkoleniu okazali się doskonałymi wojownikami, lepszymi nawet niż imperialni Sardaukarzy. Aby przetrwać na pustyni, używali filtrfraków, zaś czerwie pustyni nazywali stworzycielami albo Szej-huludami, darząc je ogromnym szacunkiem (używali ich także jako środków transportu po pustyni). Czerwie były równocześnie podstawą ich religii.

### Osadnictwo
Początki osadnictwa na Arrakis można datować na okres Dżihadu Butleriańskiego lub nawet wcześniej – czasy Starego Imperium.

#### Arrakin
Arrakin było jednym z najstarszych miast na planecie, gdzie znajdowała się rządowa rezydencja z tego okresu (ta sama, w której ksiażę Leto zamieszkał po przybyciu na Diunę). Później ludność na planetę przybywała głównie w celach zarobkowych, w poszukiwaniu bogactwa melanżu. W czasach Atrydów na Diunie zaczęto wznosić ogromne budowle, mające być przypieczętowaniem ich panowania zarówno na planecie, jak i w całym znanym Wszechświecie.
W czasach powrotu Rozproszonych i panowania kapłaństwa Podzielonego Boga nazwa miasta została skrócona do Kin.

#### Twierdza
Twierdza to zbudowana w czasie pomiędzy akcją Diuny i Mesjasza Diuny ”największa budowla w historii ludzkości, sfinansowana dzięki handlowi przyprawą. W jej skład weszły liczne budynki z ujarzmionych przez dżihad planet, które przewieziono w całości liniowcami Gildii”. Matka Wielebna Gaius Helena Mohiam podczas swojej wizyty w Twierdzy stwierdziła, że „tuzin starożytnych miast mógłby się schować za tymi murami”. Drzwi do Sali Audiencyjnej Paula Muad'Diba miały osiemdziesiąt metrów wysokości i czterdzieści szerokości, otwierały się zaś bezgłośnie dzięki ixańskiemu mechanizmowi, zaś w samej Sali „zmieściłaby się calutka twierdza dowolnego władcy w historii ludzkości”. Na końcu sali stał zielony tron, wyrzeźbiony z jednego kawałka hagalskiego szmaragdu. Za nim ”spływały kaskady draperii koloru palonego oranżu, złotego piasku Diuny i w rdzawobrązowych niczym melanż cętkach”. Za tronem znajdował się korytarz do saloniku, mającym kształt sześcianu o dwudziestometrowym boku i mniej oficjalny wystrój wnętrza.

#### Świątynia Alii
Świątynia Alii wybudowana została w tym samym czasie co Twierdza, była darem Paula Muad'Diba dla jego siostry Alii. Usytuowana była na skraju Arrakin, a Paul stwierdził, że przybytek sprawia wrażenie ”prastarego, pełnego tradycji i odwiecznej tajemnicy”. W książce The Dune Encyclopedia podano, że świątynia była ogromna: o bokach długości 2 kilometrów i ”drzwiach tak wielkich, że mogłyby pomieścić gmach jednej ze starożytnych katedr”.

#### Cytadela Boga Imperatora
Cytadela to miejsce, skąd Leto II rządził swoim Imperium. Zbudowana około pięć wieków po wydarzeniach opisanych w Diunie, wraz z Serrirem – ostatnią pustynią, była jednym z największych przedsięwzięć budowlanych na Rakis. Pustynię, oprócz Zakazanego Lasu (którego pilnowały tzw. D-Wilki – stworzony przez Boga Imperatora gatunek specjalnie przystosowany tylko do tego celu), otaczał wysoki na ponad 900 metrów mur, na którego budowę zużyto materiały pozyskane z rozbiórki Muru Zaporowego oraz Góry Idaho. W centrum Serriru wznosiła się Mała Cytadela – wysoka na ponad trzy tysiące metrów wieża, skąd Bóg Imperator mógł obserwować całą pustynię (dostawano się do niej ornitroperami). Ponadto pod całym kompleksem Cytadeli wydrążone były liczne tunele (jeden z nich prowadził do Małej Cytadeli i z tego też tunelu korzystał tyran, kiedy chciał dostać się do wieży).
Leto II rozbudował także Arrakin, by stworzyć Onn, miasto specjalnie wzniesione w celu oglądania Boga Imperatora podczas Święta Dziesięciolecia (z tego powodu Onn było także nazywane Świątecznym miastem). Szeroki na ponad 2 kilometry plac otoczony był zabudowaniami, skąd można było oglądać Leto. Reszta budynków, chociażby szkoły dla Rybomównych, czy ambasady różnych frakcji zajmowały jedynie około 10% powierzchni miasta.

#### Sicz Tabr
Najbardziej znaną fremeńską siczą była Sicz Tabr, skąd pochodził naib Stilgar i gdzie Paul Atryda stał się Fremenem, przyjmując imię Muad'dib. Tutaj syn księcia Leto rozpoczął rebelię, która wyniosła go na imperialny tron. Było to centrum życia politycznego i religijnego Fremenów, jak również miejsce pielgrzymek wierzących, że Paul Muad'dib to oczekiwany mesjasz. W czasach Boga Imperatora sicz Tabr (znana pod nazwą Tabur) była miejscem składowania ogromnych zasobów melanżu, dzięki którym utrzymywany był pokój w galaktyce. W jej okolicach ginie także sam Bóg Imperator.
W Heretykach Diuny ukryte przez Leto II zasoby melanżu odkryła Matka Wielebna Darwi Odrade. Zasoby te zostały określone na 90 tysięcy ton melanżu. Na ścianie jaskini, w której były przechowywane, Bóg Imperator wyrył przesłanie dla Bene Gesserit, w którym, oprócz zdemaskowania ówczesnej sytuacji w Starym Imperium, napomina Zgromadzenie do poszukiwania „szlachetnego celu” swojego istnienia oraz wybrania jego Złotego Szlaku.

#### Inne lokacje
Gdy władzę nad planetą sprawowali Harkonnenowie, za stolicę obrali sobie "tandetną i jarmarczną" metropolię Kartagin.
W czasach, o których mówi powieść Heretycy Diuny, nazwę Arrakin (przebudowanego przez Leto II) zaczęto skracać do Kin. To tutaj znajdowały się świątynie Podzielonego Boga, gdzie Sziena spędziła dzieciństwo pod czujnym okiem kapłanów. Tutaj też doszło do nieudanego zamachu na nią, w wyniku którego dziewczynka dostaje się pod opiekę Bene Gesserit.
Innym ważnym miejscem na planecie było Dar-es-Balat, gdzie w prymitywnej kapsule pozaprzestrzennej odkryto całość dzienników Boga Imperatora, które rzuciły nowe światło na panowanie Tyrana. W czasach przedstawionych w Heretykach Diuny znajdowało się tam muzeum Leto II. W tym miejscu rozpoczął się atak Dostojnych Matron na ład Starego Imperium, zamordowana została Matka Przełożona Taraza oraz Mistrz Tleilaxański Waff.

## Znaczenie polityczne
Diuna była jedynym znanym we Wszechświecie źródłem niezwykłego narkotyku – melanżu, na którym opierała się ekonomia zarówno świata Imperium rządzonego przez Ród Corrinów jak i w późniejszych czasach Atrydów. Gospodarką międzygwiezdną rządziło motto "przyprawa musi płynąć". Znaczenie każdego rodu odzwierciedlane było przez jego udziały w KHOAM, konsorcjum międzygalaktycznego handlu. Mimo że formalną stolicą Imperium był Kaitain, to Wszechświat "krążył" wokół Diuny. Gdy Harkonnenowie sprawowali władzę nad Arrakis, ich zysk roczny wynosił 10 miliardów solaris, co było ogromną sumą w Uniwersum Diuny. W tym samym czasie cena melanżu na rynku imperialnym dochodziła do 620 tysięcy za dekagram, co daje wyobrażanie o wartości tego surowca.
Oprócz olbrzymiej wartości rynkowej, melanż pozwalał na podróże międzygwiezdne (nawigatorzy Gildii Kosmicznej żyli w środowisku rozpylonego w powietrzu melanżu i dzięki temu mogli wyznaczać bezpieczną drogę wśród gwiazd) oraz wywoływanie transu przyprawowego podczas szkolenia Bene Gesserit, w szczególnych przypadkach pozwalał także na prorocze wizje u Kwisatz Haderach. Oprócz tego zażywanie substancji zwiększało wydajność umysłu (szczególnie przydatne u mentatów) oraz podnosiło sprawność fizyczną.
Już gdy Corrinowie zasiadali na imperatorskim tronie, a później w czasach Atrydów, szczególnie podczas panowania Boga Imperatora, przyprawa stała się narzędziem politycznym. Kontrolę nad wrogami sprawowano poprzez ograniczanie dostaw melanżu z Diuny, na przykład dla Gildii Kosmicznej, której nawigatorzy zużywali ogromne jej ilości. W czasach Tyrana pokój w Imperium utrzymany był przez uzależnienie Rodów i Organizacji od Imperatorskich dostaw (wiadomo, że za walizkę melanżu można było kupić całą planetę). Około pięć tysięcy lat po wydarzeniach przedstawionych w Diunie znaczenie Arrakis stopniowo spadło wraz ze zsyntetyzowaniem melanżu (wcześniej niemożliwym) i spowodowanym przez to znacznym spadkiem jego wartości. Ostatecznie kres znaczeniu politycznemu planety przynosi wypalenie jej powierzchni przez Dostojne Matrony.

## Miejsce w kulturze
O wydarzeniach na Arrakis opowiadają książki autorstwa Franka Herberta oraz jego syna, Briana i Kevina Andersona, a także adaptacje filmowe i gry komputerowe.
Pierwszą ekranizacją powieści Diuna był film Davida Lyncha pod tym samym tytułem. W adaptacji tej pustynną planetę udawała Kalifornia oraz pustynia Samalayuca w Meksyku. W 2000, a później w 2003 roku nakręcono 2 miniseriale (Diuna – miniserial 2000 oraz Dzieci Diuny – miniserial 2003) oba rozgrywające się na Arrakis.
Na planecie rozgrywa się także akcja kilku gier komputerowych. Pierwszą z nich jest wydana w 1992 gra przygodowa Dune, graficznie bazująca na filmie z 1984 roku, a następnie wydana w tym samym roku Dune II: Battle for Arrakis, będąca jedną z pierwszych gier RTS. Kontynuacją Dune II: Battle for Arrakis była wydana w 1998 roku Dune 2000, posiadająca lepszą grafikę i balans jednostek. Oprócz tego powstało kilka nieoficjalnych remake’ów stworzonych przez fanów tego tytułu, jak np. Dune II: The Maker. Istnieje także gra przygodowa Frank Herbert’s Dune, zaś całą serię gier, rozgrywających się na Arrakis, kończy trójwymiarowa strategia, Emperor: Battle for Dune.
Na cześć tej fikcyjnej planety jedna z równin na Tytanie, księżycu Saturna, w kwietniu 2010 roku została nazwana Arrakis.
W 2021 roku premierę miał film Diuna Denisa Villenevue'a, który przedstawia wydarzenia obejmujące pierwszą połowę Diuny Herberta. Akcja drugiej połowy powieści została zawarta w filmowej kontynuacji Diuna: Część druga.